# Shamar Nicholson
Shamar Nicholson (Kingston, 16 marzo 1997) è un calciatore giamaicano, attaccante del Club Tijuana e della nazionale giamaicana.

## Carriera

### Club
Dopo aver militato in patria, il giocatore si è spostato nel campionato sloveno al Domžale.
Il 21 dicembre 2021 viene acquistato dallo Spartak Mosca.

### Nazionale
Ha giocato nella nazionale giamaicana Under-20.
Ha esordito in nazionale maggiore nel 2017, anno nel quale è stato anche convocato per la Gold Cup.

## Statistiche

### Cronologia presenze e reti in nazionale
| Cronologia completa delle presenze e delle reti in nazionale ― Giamaica | Cronologia completa delle presenze e delle reti in nazionale ― Giamaica | Cronologia completa delle presenze e delle reti in nazionale ― Giamaica | Cronologia completa delle presenze e delle reti in nazionale ― Giamaica | Cronologia completa delle presenze e delle reti in nazionale ― Giamaica | Cronologia completa delle presenze e delle reti in nazionale ― Giamaica | Cronologia completa delle presenze e delle reti in nazionale ― Giamaica | Cronologia completa delle presenze e delle reti in nazionale ― Giamaica |
| Data                                                                    | Città                                                                   | In casa                                                                 | Risultato                                                               | Ospiti                                                                  | Competizione                                                            | Reti                                                                    | Note                                                                    |
| ----------------------------------------------------------------------- | ----------------------------------------------------------------------- | ----------------------------------------------------------------------- | ----------------------------------------------------------------------- | ----------------------------------------------------------------------- | ----------------------------------------------------------------------- | ----------------------------------------------------------------------- | ----------------------------------------------------------------------- |
| 4-2-2017                                                                | Chattanooga                                                             | Stati Uniti                                                             | 1 – 0                                                                   | Giamaica                                                                | Amichevole                                                              | -                                                                       | 83’                                                                     |
| 17-2-2017                                                               | Houston                                                                 | Honduras                                                                | 0 – 1                                                                   | Giamaica                                                                | Amichevole                                                              | -                                                                       | 64’                                                                     |
| 14-6-2017                                                               | Arequipa                                                                | Perù                                                                    | 3 – 1                                                                   | Giamaica                                                                | Amichevole                                                              | -                                                                       | 57’                                                                     |
| 23-6-2017                                                               | Fort-de-France                                                          | Giamaica                                                                | 1 – 1 (5 - 3 dtr)                                                       | Guyana francese                                                         | Coppa dei Caraibi 2017 - Semifinale                                     | -                                                                       | 91’                                                                     |
| 26-6-2017                                                               | Fort-de-France                                                          | Giamaica                                                                | 1 – 2                                                                   | Curaçao                                                                 | Coppa dei Caraibi 2017 - Finale                                         | -                                                                       | 72’                                                                     |
| 25-8-2017                                                               | Port of Spain                                                           | Trinidad e Tobago                                                       | 1 – 2                                                                   | Giamaica                                                                | Amichevole                                                              | -                                                                       | 73’                                                                     |
| 6-6-2019                                                                | Washington                                                              | Stati Uniti                                                             | 0 – 1                                                                   | Giamaica                                                                | Amichevole                                                              | 1                                                                       | 55’                                                                     |
| 18-6-2019                                                               | Kingston                                                                | Giamaica                                                                | 3 – 2                                                                   | Honduras                                                                | Gold Cup 2019 - 1º turno                                                | -                                                                       | 68’                                                                     |
| 22-6-2019                                                               | Houston                                                                 | El Salvador                                                             | 0 – 0                                                                   | Giamaica                                                                | Gold Cup 2019 - 1º turno                                                | -                                                                       | 66’                                                                     |
| 26-6-2019                                                               | Los Angeles                                                             | Giamaica                                                                | 1 – 1                                                                   | Curaçao                                                                 | Gold Cup 2019 - 1º turno                                                | 1                                                                       |                                                                         |
| 30-6-2019                                                               | Filadelfia                                                              | Giamaica                                                                | 1 – 0                                                                   | Panama                                                                  | Gold Cup 2019 - Quarti di finale                                        | -                                                                       | 90’                                                                     |
| 4-7-2019                                                                | Nashville                                                               | Giamaica                                                                | 1 – 3                                                                   | Stati Uniti                                                             | Gold Cup 2019 - Semifinale                                              | 1                                                                       | 65’                                                                     |
| 7-9-2019                                                                | Montego Bay                                                             | Giamaica                                                                | 6 – 0                                                                   | Antigua e Barbuda                                                       | CONCACAF Nations League 2019-2020 - 1º turno                            | 2                                                                       |                                                                         |
| 10-9-2019                                                               | Georgetown                                                              | Guyana                                                                  | 0 – 4                                                                   | Giamaica                                                                | CONCACAF Nations League 2019-2020 - 1º turno                            | -                                                                       |                                                                         |
| 13-10-2019                                                              | Kingston                                                                | Giamaica                                                                | 2 – 0                                                                   | Aruba                                                                   | CONCACAF Nations League 2019-2020 - 1º turno                            | 1                                                                       |                                                                         |
| 16-10-2019                                                              | Willemstad                                                              | Aruba                                                                   | 0 – 6                                                                   | Giamaica                                                                | CONCACAF Nations League 2019-2020 - 1º turno                            | 1                                                                       |                                                                         |
| 16-11-2019                                                              | North Sound                                                             | Antigua e Barbuda                                                       | 0 – 2                                                                   | Giamaica                                                                | CONCACAF Nations League 2019-2020 - 1º turno                            | -                                                                       | 69’                                                                     |
| 19-11-2019                                                              | Montego Bay                                                             | Giamaica                                                                | 1 – 1                                                                   | Guyana                                                                  | CONCACAF Nations League 2019-2020 - 1º turno                            | -                                                                       | 85’                                                                     |
| 13-7-2021                                                               | Orlando                                                                 | Giamaica                                                                | 2 – 0                                                                   | Suriname                                                                | Gold Cup 2021 - 1º Turno                                                | 1                                                                       |                                                                         |
| 17-7-2021                                                               | Orlando                                                                 | Guadalupa                                                               | 1 – 2                                                                   | Giamaica                                                                | Gold Cup 2021 - 1º Turno                                                | -                                                                       | 82’                                                                     |
| 21-7-2021                                                               | Orlando                                                                 | Costa Rica                                                              | 1 – 0                                                                   | Giamaica                                                                | Gold Cup 2021 - 1º Turno                                                | -                                                                       | 66’                                                                     |
| 26-7-2021                                                               | Arlington                                                               | Stati Uniti                                                             | 1 – 0                                                                   | Giamaica                                                                | Gold Cup 2021 - Quarti di finale                                        | -                                                                       | 74’                                                                     |
| 3-9-2021                                                                | Città del Messico                                                       | Messico                                                                 | 2 – 1                                                                   | Giamaica                                                                | Qual. Mondiali 2022                                                     | 1                                                                       | 87’                                                                     |
| 6-9-2021                                                                | Kingston                                                                | Giamaica                                                                | 0 – 3                                                                   | Panama                                                                  | Qual. Mondiali 2022                                                     | -                                                                       | 70’ 89’                                                                 |
| 9-9-2021                                                                | San José                                                                | Costa Rica                                                              | 1 – 1                                                                   | Giamaica                                                                | Qual. Mondiali 2022                                                     | 1                                                                       | 90’                                                                     |
| 8-10-2021                                                               | Austin                                                                  | Stati Uniti                                                             | 2 – 0                                                                   | Giamaica                                                                | Qual. Mondiali 2022                                                     | -                                                                       |                                                                         |
| 11-10-2021                                                              | Kingston                                                                | Giamaica                                                                | 0 – 0                                                                   | Canada                                                                  | Qual. Mondiali 2022                                                     | -                                                                       | 74’                                                                     |
| 14-10-2021                                                              | San Pedro Sula                                                          | Honduras                                                                | 0 – 2                                                                   | Giamaica                                                                | Qual. Mondiali 2022                                                     | -                                                                       | 76’                                                                     |
| 13-11-2021                                                              | San Salvador                                                            | El Salvador                                                             | 1 – 1                                                                   | Giamaica                                                                | Qual. Mondiali 2022                                                     | -                                                                       |                                                                         |
| 7-6-2022                                                                | Kingston                                                                | Giamaica                                                                | 3 – 1                                                                   | Suriname                                                                | CONCACAF Nations League 2022-2023 - 1º turno                            | -                                                                       |                                                                         |
| 14-6-2022                                                               | Kingston                                                                | Giamaica                                                                | 1 – 1                                                                   | Messico                                                                 | CONCACAF Nations League 2022-2023 - 1º turno                            | -                                                                       |                                                                         |
| 27-9-2022                                                               | Harrison                                                                | Giamaica                                                                | 0 – 3                                                                   | Argentina                                                               | Amichevole                                                              | -                                                                       | 70’                                                                     |
| 26-3-2023                                                               | Città del Messico                                                       | Messico                                                                 | 2 – 2                                                                   | Giamaica                                                                | CONCACAF Nations League 2022-2023 - 1º turno                            | -                                                                       |                                                                         |
| 15-6-2023                                                               | Kingston                                                                | Giamaica                                                                | 1 – 2                                                                   | Qatar                                                                   | Amichevole                                                              | 1                                                                       |                                                                         |
| 19-6-2023                                                               | Wiener Neustadt                                                         | Giamaica                                                                | 1 – 2                                                                   | Giordania                                                               | Amichevole                                                              | -                                                                       | 46’                                                                     |
| 24-6-2023                                                               | Chicago                                                                 | Stati Uniti                                                             | 1 – 1                                                                   | Giamaica                                                                | Gold Cup 2023 - 1º Turno                                                | -                                                                       | 90’                                                                     |
| 28-6-2023                                                               | Saint Louis                                                             | Giamaica                                                                | 4 – 1                                                                   | Trinidad e Tobago                                                       | Gold Cup 2023 - 1º Turno                                                | -                                                                       | 62’                                                                     |
| 2-7-2023                                                                | San Jose                                                                | Giamaica                                                                | 5 – 0                                                                   | Saint Kitts e Nevis                                                     | Gold Cup 2023 - 1º Turno                                                | -                                                                       | 45’                                                                     |
| 9-7-2023                                                                | Cincinnati                                                              | Guatemala                                                               | 0 – 1                                                                   | Giamaica                                                                | Gold Cup 2023 - Quarti di finale                                        | -                                                                       | 78’                                                                     |
| 12-7-2023                                                               | Paradise                                                                | Giamaica                                                                | 0 – 3                                                                   | Messico                                                                 | Gold Cup 2023 - Semifinale                                              | -                                                                       | 46’                                                                     |
| 8-9-2023                                                                | Kingston                                                                | Giamaica                                                                | 1 – 0                                                                   | Honduras                                                                | CONCACAF Nations League 2023-2024 - 1º turno                            | -                                                                       | 65’                                                                     |
| 12-9-2023                                                               | Kingston                                                                | Giamaica                                                                | 2 – 2                                                                   | Haiti                                                                   | CONCACAF Nations League 2023-2024 - 1º turno                            | -                                                                       | 80’                                                                     |
| 12-10-2023                                                              | Saint George's                                                          | Grenada                                                                 | 1 – 4                                                                   | Giamaica                                                                | CONCACAF Nations League 2023-2024 - 1º turno                            | 1                                                                       | 82’                                                                     |
| 15-10-2023                                                              | Port of Spain                                                           | Haiti                                                                   | 2 – 3                                                                   | Giamaica                                                                | CONCACAF Nations League 2023-2024 - 1 turno                             | 1                                                                       | 46’                                                                     |
| 18-11-2023                                                              | Kingston                                                                | Giamaica                                                                | 1 – 2                                                                   | Canada                                                                  | CONCACAF Nations League 2023-2024 - Quarti di finale                    | 1                                                                       | 24’                                                                     |
| 21-11-2023                                                              | Toronto                                                                 | Canada                                                                  | 2 – 3                                                                   | Giamaica                                                                | CONCACAF Nations League 2023-2024 - Quarti di finale                    | 2                                                                       | 44’                                                                     |
| 24-3-2024                                                               | Arlington                                                               | Panama                                                                  | 0 – 1                                                                   | Giamaica                                                                | CONCACAF Nations League 2023-2024 - Finale 3º posto                     | -                                                                       |                                                                         |
| 6-6-2024                                                                | Kingston                                                                | Giamaica                                                                | 1 – 0                                                                   | Rep. Dominicana                                                         | Qual. Mondiali 2026                                                     | 1                                                                       | 82’                                                                     |
| 9-6-2024                                                                | Roseau                                                                  | Dominica                                                                | 2 – 3                                                                   | Giamaica                                                                | Qual. Mondiali 2026                                                     | 2                                                                       |                                                                         |
| 22-6-2024                                                               | Houston                                                                 | Messico                                                                 | 1 – 0                                                                   | Giamaica                                                                | Coppa America 2024 - 1º turno                                           | -                                                                       |                                                                         |
| 26-6-2024                                                               | Paradise                                                                | Ecuador                                                                 | 3 – 1                                                                   | Giamaica                                                                | Coppa America 2024 - 1º turno                                           | -                                                                       | 83’                                                                     |
| 30-6-2024                                                               | Austin                                                                  | Giamaica                                                                | 0 – 3                                                                   | Venezuela                                                               | Coppa America 2024 - 1º turno                                           | -                                                                       | 67’                                                                     |
| 6-9-2024                                                                | Kingston                                                                | Giamaica                                                                | 0 – 0                                                                   | Cuba                                                                    | CONCACAF Nations League 2024-2025 - 1º turno                            | -                                                                       | 58’                                                                     |
| 10-9-2024                                                               | Tegucigalpa                                                             | Honduras                                                                | 1 – 2                                                                   | Giamaica                                                                | CONCACAF Nations League 2024-2025 - 1º turno                            | -                                                                       | 84’                                                                     |
| 14-11-2024                                                              | Kingston                                                                | Giamaica                                                                | 0 – 1                                                                   | Stati Uniti                                                             | CONCACAF Nations League 2024-2025 - Quarti di finale                    | -                                                                       | 77’                                                                     |
| 18-11-2024                                                              | Saint Louis                                                             | Stati Uniti                                                             | 4 – 2                                                                   | Giamaica                                                                | CONCACAF Nations League 2024-2025 - Quarti di finale                    | -                                                                       | 60’                                                                     |
| 21-3-2025                                                               | Kingstown                                                               | Saint Vincent e Grenadine                                               | 1 – 1                                                                   | Giamaica                                                                | Qual. Gold Cup 2025                                                     | -                                                                       | 80’                                                                     |
| Totale                                                                  |                                                                         | Presenze                                                                | 57                                                                      |                                                                         | Reti                                                                    | 19                                                                      |                                                                         |